# كأس السوبر التركي
كأس السوبر التركي (بالتركية: TFF Süper Kupa) هي بطولة سنوية ينظمها الاتحاد التركي لكرة القدم كل عام بين الفائز بالدوري التركي والكأس التركي وتقام المباراة على ملعب محايد. بدأ تنظيم هذه البطولة عام 1966 واستمرت حتى عام 1999 وتوقفت البطولة لمدة 6 سنوات حتى تم إعادة تقديمها ورعايتها، ويتم إقامتها في شهر أغسطس من كل عام. في حالة فوز فريق ببطولة الدوري والكأس (الثنائية المحلية) تلعب مباراة السوبر مع وصيف نهائي الكأس. يعد نادي غلطة سراي هو صاحب الرقم القياسي للفوز بالبطولة بواقع 15 من أصل 23 مشاركة.

## تاريخها
بين عامي 1966 و1980، أُطلق على البطولة إسم (كأس الرئاسة) Cumhurbaşkanlığı Kupası . بعد الانقلاب التركي عام 1980، تمت إعادة تسميته إلى (كأس رئيس الدولة) Devlet Başkanlığı Kupası لنهائيات 1981 و1982. بعد استئناف الديمقراطية، تمت إعادة تسمية البطولة مرة أخرى إلى السابق، والتي أقيمت من عام 1983 إلى عام 1998. بين عامي 1999 و2005 لم تقام أي منافسة للبطولة. في عام 2000 كانت هناك مسابقة بديلة تسمى كأس أتاتورك. في محاولة لإعادة تسمية البطولة وإحيائها باعتبارها كأس السوبر، أقيمت المباراة النهائية الافتتاحية لعام 2006 في ألمانيا، حيث يقيم عدد كبير من المهاجرين الأتراك. أدى نجاح الشكل الجديد إلى استمرار كأس السوبر التركي كما هو معروف عليه اليوم.
أثناء تسمية كأس الرئاسة ، تم لعب جميع المباريات في ملعب أنقرة 19 مايو، في أنقرة. الاستثناء الوحيد لهذا التقليد كان نهائي 1975، الذي أقيم في ملعب سيبيتشي إينونو. بعد تغيير العلامة التجارية عام 2006، استمرت المنافسة على الكأس في مكان محايد، والذي يتم اختياره كل عام من قبل الاتحاد التركي لكرة القدم.
يتألف المتأهلون للنهائيات دائمًا من أبطال الدوري الممتاز والفائزين بكأس تركيا، ولكن كانت هناك استثناءات لهذه القاعدة. في عام 1968، فاز نادي فنار باغجه بالدوري والكأس، محققًا الثنائية. قرر TFF منح كأس Cumhurbaşkalığı مباشرة للنادي، لكنه واصل تغيير اللوائح بعد هذه الحالة. بين عامي 1973 و1977، في حالة تحقيق فريق للثنائية، أصبح الفائزون بكأس رئيس الوزراء (Başbakanlık Kupası) ثاني المتأهلين للتصفيات النهائية. أثناء الانقلاب التركي في عام 1980، ألغت الحكومة المنتخبة البطولة، وبين عامي 1981 و1984 لم يتم إجراء أي منافسة باسم المستشارية. وهكذا، أجرى الاتحاد التركي لكرة القدم تغيير تنظيمي آخر، ومنح المركز الثاني في التصفيات النهائية إلى وصيف الدوري الممتاز، في حالة تحقيق الفريق للثنائية. وأقيمت نهائيات أعوام 1983 و1984 و1990 و1993 بهذه الطريقة.
بعد تغيير العلامة التجارية في عام 2006، قام الاتحاد التركي بمراجعة اللوائح للمرة الأخيرة، وبدأ وصيف كأس تركيا في الحصول على مكان في المنافسة، في حالة تحقيق الفريق للثنائية، مما يجعل المباراة بمثابة إعادة لمباراة ذلك العام. نهائي كأس تركيا. كان من المقرر إقامة نسخة 2023 من كأس السوبر التركي في الرياض في السعودية كجزء من موسم الرياض الترفيهي. ولم يتم إقامة البطولة بسبب الجدل الدائر حول عرض اقتباسات وصور للأب المؤسس التركي مصطفى كمال أتاتورك والنشيد الوطني التركي، مع انسحاب كل من غلطة سراي وفنربخشة من المباراة ومغادرة السعودية.

## سجل البطولات
| التصنيف | التصنيف                               | الفوز |
| ------- | ------------------------------------- | ----- |
| ¤       | بطل الدوري التركي الممتاز و كأس تركيا | 6     |
|         | بطل الدوري التركي الممتاز             | 20    |
|         | بطل كأس تركيا                         | 18    |
|         | بطل Prime Minister's Cup              | 2     |
| †       | وصيف الدوري التركي الممتاز            | 3     |
| #       | وصيف كأس تركيا                        | 1     |

### كأس الرئاسة
| السنة | البطل             | النتيجة                                                                     | الوصيف                                                                      | الملعب                                                                      | الجمهور                                                                     |
| ----- | ----------------- | --------------------------------------------------------------------------- | --------------------------------------------------------------------------- | --------------------------------------------------------------------------- | --------------------------------------------------------------------------- |
| 1966  | غلطة سراي         | 2–0                                                                         | نادي بشكتاش                                                                 | ملعب أنقرة 19 مايو                                                          | 33,583                                                                      |
| 1967  | نادي بشكتاش       | 1–0                                                                         | نادي آلتاي إزمير                                                            | ملعب أنقرة 19 مايو                                                          |                                                                             |
| 1968  | نادي فنار باغجه ¤ | نال البطولة بدون اي مباراة بسبب حصوله على الدوري التركي الممتاز وكأس تركيا. | نال البطولة بدون اي مباراة بسبب حصوله على الدوري التركي الممتاز وكأس تركيا. | نال البطولة بدون اي مباراة بسبب حصوله على الدوري التركي الممتاز وكأس تركيا. | نال البطولة بدون اي مباراة بسبب حصوله على الدوري التركي الممتاز وكأس تركيا. |
| 1969  | نادي غلطة سراي    | 2–0                                                                         | نادي جوزتيبي                                                                | ملعب أنقرة 19 مايو                                                          |                                                                             |
| 1970  | نادي جوزتيبي      | 3–1                                                                         | نادي فنار باغجه                                                             | ملعب أنقرة 19 مايو                                                          |                                                                             |
| 1971  | إسكيشهرسبور       | 3–2                                                                         | نادي غلطة سراي                                                              | ملعب أنقرة 19 مايو                                                          |                                                                             |
| 1972  | نادي غلطة سراي    | 3–0                                                                         | نادي أنقرة غوجو                                                             | ملعب أنقرة 19 مايو                                                          |                                                                             |
| 1973  | نادي فنار باغجه   | 2–1                                                                         | نادي غلطة سراي ¤                                                            | ملعب أنقرة 19 مايو                                                          |                                                                             |
| 1974  | نادي بشكتاش       | 3–0                                                                         | نادي فنار باغجه ¤                                                           | ملعب أنقرة 19 مايو                                                          | 23,435                                                                      |
| 1975  | نادي فنار باغجه   | 2–0                                                                         | نادي بشكتاش                                                                 | قالب:Ill-WD2Cebeci İnönü Stadı                                              |                                                                             |
| 1976  | طرابزون سبور      | 2–1                                                                         | نادي غلطة سراي                                                              | ملعب أنقرة 19 مايو                                                          |                                                                             |
| 1977  | طرابزون سبور ¤    | 1–1 (3–1 p)                                                                 | نادي بشكتاش                                                                 | ملعب أنقرة 19 مايو                                                          |                                                                             |
| 1978  | طرابزون سبور      | 1–0                                                                         | نادي فنار باغجه                                                             | ملعب أنقرة 19 مايو                                                          | 13,550                                                                      |
| 1979  | طرابزون سبور      | 2–1                                                                         | نادي فنار باغجه                                                             | ملعب أنقرة 19 مايو                                                          | 23,354                                                                      |
| 1980  | طرابزون سبور      | 3–0                                                                         | نادي آلتاي إزمير                                                            | ملعب أنقرة 19 مايو                                                          | 11,098                                                                      |
| 1981  | نادي أنقرة غوجو   | 1–0                                                                         | طرابزون سبور                                                                | ملعب أنقرة 19 مايو                                                          | 15,976                                                                      |
| 1982  | نادي غلطة سراي    | 2–0                                                                         | نادي بشكتاش                                                                 | ملعب أنقرة 19 مايو                                                          | 20,000                                                                      |
| 1983  | طرابزون سبور †    | 2–0                                                                         | نادي فنار باغجه ¤                                                           | ملعب أنقرة 19 مايو                                                          | 17,895                                                                      |
| 1984  | نادي فنار باغجه † | 1–0                                                                         | طرابزون سبور ¤                                                              | ملعب أنقرة 19 مايو                                                          | 12,021                                                                      |
| 1985  | نادي فنار باغجه   | 1–1 (4–2 p)                                                                 | نادي غلطة سراي                                                              | ملعب أنقرة 19 مايو                                                          | 18,757                                                                      |
| 1986  | نادي بشكتاش       | 2–1                                                                         | بورصة سبور                                                                  | ملعب أنقرة 19 مايو                                                          | 13,783                                                                      |
| 1987  | نادي غلطة سراي    | 3–2                                                                         | نادي غنتشلربيرليغي                                                          | ملعب أنقرة 19 مايو                                                          | 22,773                                                                      |
| 1988  | نادي غلطة سراي    | 2–0                                                                         | قالب:Ill-WD2صقارية سبور                                                     | ملعب أنقرة 19 مايو                                                          | 19,845                                                                      |
| 1989  | نادي بشكتاش       | 1–0                                                                         | نادي فنار باغجه                                                             | ملعب أنقرة 19 مايو                                                          | 15,055                                                                      |
| 1990  | نادي فنار باغجه † | 3–2                                                                         | نادي بشكتاش ¤                                                               | ملعب أنقرة 19 مايو                                                          |                                                                             |
| 1991  | نادي غلطة سراي    | 1–0                                                                         | نادي بشكتاش                                                                 | ملعب أنقرة 19 مايو                                                          | 14,650                                                                      |
| 1992  | نادي بشكتاش       | 2–1                                                                         | طرابزون سبور                                                                | ملعب أنقرة 19 مايو                                                          | 20,000                                                                      |
| 1993  | نادي غلطة سراي ¤  | 2–0                                                                         | نادي بشكتاش †                                                               | ملعب أنقرة 19 مايو                                                          | 18,836                                                                      |
| 1994  | نادي بشكتاش       | 3–1                                                                         | نادي غلطة سراي                                                              | ملعب أنقرة 19 مايو                                                          |                                                                             |
| 1995  | طرابزون سبور      | 2–0                                                                         | نادي بشكتاش                                                                 | ملعب أنقرة 19 مايو                                                          |                                                                             |
| 1996  | نادي غلطة سراي    | 3–0                                                                         | نادي فنار باغجه                                                             | ملعب أنقرة 19 مايو                                                          |                                                                             |
| 1997  | نادي غلطة سراي    | 2–1                                                                         | كوجالي سبور                                                                 | ملعب أنقرة 19 مايو                                                          | 20,000                                                                      |
| 1998  | نادي بشكتاش       | 2–1                                                                         | نادي غلطة سراي                                                              | ملعب أنقرة 19 مايو                                                          | 11,962                                                                      |

### كأس السوبر
| السنة | البطل | النتيجة | الوصيف | الملعب | الجمهور |
| ----- | --- | --- | --- | --- | --- |
| 2006  | نادي بشكتاش | 1–0 | نادي غلطة سراي | كومرتسبانك أرينا | 25,500 |
| 2007  | نادي فنار باغجه | 2–1 | نادي بشكتاش | ملعب راين إنرجي | 38,000 |
| 2008  | نادي غلطة سراي | 2–1 | كايسري سبور | أم أس في أرينا | 20,000 |
| 2009  | نادي فنار باغجه # | 2–0 | نادي بشكتاش ¤ | ملعب أتاتورك الأولمبي                                                                                                | |
| 2010  | طرابزون سبور | 3–0 | بورصة سبور | ملعب أتاتورك الأولمبي                                                                                                | |
| 2011  | تم إلغاؤه بعد فضيحة تلاعب بنتائج مباريات كرة القدم عام 2011. (نادي فنار باغجه (بطل الدوري) – نادي بشكتاش (بطل الكاس) | تم إلغاؤه بعد فضيحة تلاعب بنتائج مباريات كرة القدم عام 2011. (نادي فنار باغجه (بطل الدوري) – نادي بشكتاش (بطل الكاس) | تم إلغاؤه بعد فضيحة تلاعب بنتائج مباريات كرة القدم عام 2011. (نادي فنار باغجه (بطل الدوري) – نادي بشكتاش (بطل الكاس) | تم إلغاؤه بعد فضيحة تلاعب بنتائج مباريات كرة القدم عام 2011. (نادي فنار باغجه (بطل الدوري) – نادي بشكتاش (بطل الكاس) | تم إلغاؤه بعد فضيحة تلاعب بنتائج مباريات كرة القدم عام 2011. (نادي فنار باغجه (بطل الدوري) – نادي بشكتاش (بطل الكاس) |
| 2012  | نادي غلطة سراي | 3–2 | نادي فنار باغجه | Kazım Karabekir Stadium                                                                                              | 25,000 |
| 2013  | نادي غلطة سراي | 1–0 | نادي فنار باغجه | ملعب قادر هاس | 32,000 |
| 2014  | نادي فنار باغجه | 0–0 (3–2 p) | نادي غلطة سراي | قالب:Ill-WD2Manisa 19 Mayıs Stadı                                                                                    | 16,597 |
| 2015  | نادي غلطة سراي ¤ | 1–0 | بورصة سبور # | قالب:Ill-WD2Osmanlı Stadı                                                                                            | 15,000 |
| 2016  | نادي غلطة سراي | 1–1 (3–0 p) | نادي بشكتاش | استاد بلدية قونية الكبرى                                                                                             | 33,700 |
| 2017  | قونية سبور | 2–1 | نادي بشكتاش | ملعب سامسون | 25,000 |
| 2018  | نادي بلدية آكهيسار                                                                                                   | 1–1 (5–4 p) | نادي غلطة سراي | استاد بلدية قونية الكبرى                                                                                             | 27,000 |
| 2019  | نادي غلطة سراي ¤ | 1–0 | نادي بلدية آكهيسار #                                                                                                 | Eryaman Stadium | 16,000 |
| 2020  | طرابزون سبور | 2–1 | نادي إسطنبول بشاق شهر                                                                                                | ملعب أتاتورك الأولمبي                                                                                                | 0 |
| 2021  | نادي بشكتاش ¤ | 1–1 (4–2 p) | أنطاليا سبور # | ملعب أحمد بن علي | 3,500 |
| 2022  | طرابزون سبور | 4–0 | سيواس سبور | ملعب أتاتورك الأولمبي                                                                                                | 46,732 |
| 2023  | نادي غلطة سراي | 1–0 | نادي فنار باغجه | Şanlıurfa 11 Nisan Stadium                                                                                           | |
| 2024  | | | | | |